# 皮斯里弗 (艾伯塔省)
皮斯里弗（Peace River），又譯和平河鎮，是加拿大艾伯塔省的一个镇，位于皮斯河与斯莫基河汇流处，距离省会埃德蒙顿约486公里。